# 天津伊斯兰教
天津伊斯兰教有着悠久的历史和丰富的文化底蕴，在天津，伊斯兰教也被稱為回教，盖因於少數民族回族多信奉且天津穆斯林多为回族之故。

## 历史
历史上，在天津刚形成早期的聚落的时后，就已经有回回定居于此。元至大二年（1309年），元武宗“拨汉军五千，给田十万顷，于直沽沿海口屯种；又益以康里军两千，立镇守海口屯储亲军都指挥司”。“康里军”为的西域少数民族军队，军队内部有大量回回。他们当时被蒙古贵族发配到天津，“上马则备战斗，下马则屯聚牧养”，这些回回便成了当时天津的农民。明代是大量回族在天津形成聚落并发展壮大的繁盛时期。“津邑清真寺有十五座，以穆家庄清真寺为最古，建于明永乐年间”。描述了当时回回在天津的繁盛。 明代天津“回回”的另一个来源是内迁定居。其中，西域，北方鞑靼、瓦剌这些地方有大量回回内迁天津并定居。而这些内迁之“回回”多被安置在京师（北京）顺天府及河北和山东交界等地。天津原来的部分地区在顺天府的辖域内，所以也是当时回回的安置地方。明代时，一些回回由南方顺京杭大运河北上停留天津便成为现今天津的回族居民。清光绪年间天津回族人口约在3万人上下。史书记载：“教中人约有六千余户。”中华民国初年，在南开区南门外菜桥子一带、河西区的三义庄一带形成了回族社区。1937年，根据国民政府天津警察局的调查，回族人口为37513人。中华人民共和国成立后，从中国各地进入天津的回族数以万计。1953年、1964年、1982年、2000年4次人口普查的回族人口数分别为62617、117373和143585、173468人。

## 分布
天津的伊斯兰教人群在分布上具有大分散、小聚居的特点。天津回族作为天津伊斯兰人群的主要构成民族聚居在红桥区西北角一带和大红桥两侧，河北区的于厂、金家窑一带，北辰区天穆村，武清区的杨村、河西务，东丽区的么六桥，津南区的葛沽镇等地。其中，建于1983年的东丽区么六桥回族乡为天津市两个民族乡之一。此外，天津还有34个回族村分布在9个区县。

### 回族社区
“西北角”为天津老城西马路，北马路交汇处的区域。为天津市内比较大的回族社区，占地面积约1.7平方公里，区内有约2.6万回族人口，占天津市回族人口的五分之一。界内有清真大寺等6座清真寺。当地回族群众“围寺而居”，将整个社区整合在一起。自20世纪90年代中期以来，由于天津市人民政府的危陋平房改造运动，使“西北角”原有的“围寺而居”的回族社区生活模式被严重破坏。

## 人口构成
天津市有10个信仰伊斯兰教的少数民族，主要是回族、维族、哈萨克族、柯尔克孜族、东乡族和撒拉族，人口约20余万人。其中，回族的人口最多，人口为17万人。根据中华人民共和国第五次全国人口普查，天津市信仰伊斯兰教的少数民族构成如下：
| 排序 | 民族       | 人口数  | 占地区 少数民族 人口比例(%) | 占地区 人口比例(%) | 占该民族 人口比例(%) |
| 1    | 回族       | 172,357 | 64.5638                     | 1.75004            | 1.75                 |
| 2    | 维吾尔族   | 974     | 0.3649                      | 0.00989            | 0.01                 |
| 3    | 东乡族     | 51      | 0.0191                      | 0.00052            | 0.01                 |
| 4    | 哈萨克族   | 34      | 0.0127                      | 0.00035            | 0.00                 |
| 5    | 撒拉族     | 32      | 0.0120                      | 0.00032            | 0.03                 |
| 6    | 塔吉克族   | 30      | 0.0112                      | 0.00030            | 0.07                 |
| 7    | 柯尔克孜族 | 13      | 0.0049                      | 0.00013            | 0.01                 |
| 8    | 塔塔尔族   | 12      | 0.0045                      | 0.00012            | 0.25                 |
| 9    | 乌孜别克族 | 7       | 0.0026                      | 0.00007            | 0.06                 |
| 10   | 保安族     | 1       | 0.0004                      | 0.00001            | 0.01                 |

## 社会团体和組織
天津市目前有九个伊斯兰教宗教团体组织，主要有：
- 天津市伊斯兰教协会
- 天津市和平区伊斯兰教协会
- 天津市南开区伊斯兰教协会
- 天津市河西区伊斯兰教协会
- 天津市河东区伊斯兰教协会
- 天津市河北区伊斯兰教协会
- 天津市红桥区伊斯兰教协会
- 天津市北辰区伊斯兰教协会
- 天津市滨海新区塘沽伊斯兰教协会

## 教育
- 天津市回民中学
- 天津市河北区回民小学
- 天津市西关回民小学
- 天津市文昌宫回民小学

## 饮食

### 清真菜
清真菜作为天津菜的重要组成部分在其形成和发展过程中融合了天津汉民菜的烹饪技艺，充分利用天津的物产资源，历经长时间的融汇和发展，逐渐形成一套自己的烹饪体系。天津的清真菜馆作为天津清真菜的载体又分为羊肉馆、牛肉馆和面食馅货铺:
- 天津的羊肉馆属于经营清真菜肴的高级饭庄，其特点为经营规模比较大，店堂装饰比较豪华，内部陈设非常考究，清真菜品丰富。在菜的品种方面，这些羊肉馆既烹饪全羊大菜和全羊席，也烹制河海两鲜，有些羊肉馆还销售烤鸭和面点小吃。这写羊肉馆多以“楼”字来命名自己的品牌。历史上，天津的清真菜馆曾有“清真九楼”和“清真十二楼”之说，这都体现了当时天津清真高级饭庄的兴旺发达。其中，“清真十二楼”以“鸿宾楼”和“会芳楼”最具有代表性，“鸿宾楼”擅长烹制山珍海味和全羊大菜等高级清真宴席。“会芳楼”以制作高档燕翅席而闻名，“会芳楼”在中华民国成立以后开业，在当时的天津清真羊肉馆中享有很高的声誉。
- 天津清真牛肉馆的经营范围一般比天津清真羊肉馆小，但经营的历史比天津清真羊肉馆要早。天津清真牛肉馆由一些牛肉铺发展而来，他们将卖剩下的牛肉烹饪成“清炖”和“砂锅炖”等。此外，他们还聘请一些清真厨师，增设店堂，增添酱制牛下水，逐步发展成以烹制牛羊肉、牛下水、牛舌尾以及河海两鲜等为主要菜肴的中型回民饭馆。
- 清真面食馅货铺是指由天津回民经营的包子铺和饺子馆。天津清真馅货铺在清就已经出现，当时这些清真馅货铺除了经营包子、饺子等面食之外还经营一些简易的炒菜。此外，天津的清真面食馅货中还有一些上铛煎烙的麵製食品，有馅饼和回头等。[9]

### 清真餐饮
- 天津三绝：十八街麻花、耳朵眼炸糕
- 牛羊肉：羊汤、酱牛肉、羊杂碎、菱角汤
- 特色品牌：白记水饺、陆记烫面炸糕、小李烧鸡
- 老字号：桂顺斋、古兰斋、鸿起顺、认一民、宴宾楼、会芳楼、增兴德、燕春楼
- 特色餐厅：大福来、至美斋、三合益、黄门脸、清真利德顺小老饭庄、鸿起来、益发顺

## 清真寺
天津市全市开放的清真寺共有58座，除西青区外，其他区县都有清真寺。并且，各清真寺都成立了民主管理委员会。此外，全市共有阿訇97人。以下为天津市主要清真寺：
- 天津清真大寺:位于中国天津市红桥区小伙巷地区针市街清真巷。始建于清顺治元年（1664年），现为天津市文物保护单位。[10]
- 天津清真南大寺:位于中国天津市红桥区清真大街12号，始建于1882年，是天津市建设较早、规模较大的清真寺之一，也是一座融合了中国明清时期北方庙宇建筑的风格和阿拉伯伊斯兰教色彩的清真寺。[11]
- 天津滨海清真大寺:位于中国天津市滨海新区塘沽中心北路1325号。始建于1930年，1993年异地重建，是一座具有浓郁阿拉伯风格的建筑，占地2400平米。2000年获全国模范清真寺称号，2010年获全国和谐宗教场所称号。

## 著名人物
- 马三立
- 马志明
- 穆祥雄
- 张树森
- 武明玉
- 刘开兰
- 曹柏昆
- 张云雷
- 曹云金
- 曹阳

## 内部链接
- 香港伊斯兰教